# SV 07 Raunheim
Der SV 07 Raunheim ist ein Fußballverein mit rund 500 Mitgliedern im Kreis Groß-Gerau, der im Jahr 1907 gegründet wurde. Der Verein ist in der Stadt Raunheim beheimatet.

## Fußball

### Geschichte
Der Verein wurde am 25. Mai 1907 unter dem Namen Viktoria Raunheim gegründet und trug erstmals ab 1919, nach der Fusion mit dem FC Germania Raunheim, seinen heutigen Namen. Zwischen den beiden Weltkriegen kam es zum Zusammenschluss mit dem Turnverein 1882 und nach Kriegsende begann die Wiederaufnahme des Spielbetriebs zunächst unter dem Namen „Sportgemeinde 1882“. Mit der erneuten Eigenständigkeit unter dem alten Namen SV 07 Raunheim, startete man ab 1947 in der Bezirksklasse Frankfurt und ab 1950 in der A-Klasse Groß-Gerau. Nach Auf- und Abstiegen zwischen der B- und der Bezirksklasse bzw. Bezirksoberliga wurden die Nullsiebener 1993 Meister der Bezirksoberliga Darmstadt und stiegen in die Landesliga Hessen Süd auf. 1996 wurde auch dort die Meisterschaft gefeiert, sodass zwischen 1996 und 1998 in der Oberliga Hessen gespielt wurde.
Trainer der Aufstiegsmannschaft war Jochen Rebsch. Ihm folgten in der Oberliga Hessen Heinz Wulf und Hartmut Freudenberg.

### Der Verein heute
Nach den diversen Abstiegen seit 1998 und der zwischenzeitlichen Fusion mit dem Ortsnachbarn SSV Raunheim, zum FSV 07 Raunheim, spielte der Verein seit 2008 wieder unter seinem alten Namen SV 07 Raunheim, derzeit in der viertniedrigsten Spielklasse, der Kreisliga A Groß-Gerau. Zur Saison 2017/18 fusionierten die beiden A-Ligisten SV 07 und FC Raunheim zum SV 07 Raunheim. Zur Saison 24/25 startet der Verein eine Kooperation mit dem TSV Stadtschänke und startet in der Kreisliga B Groß-Gerau.

## Spielstätte
Der SV 07 Raunheim trägt seine Heimspiele im Sportpark an der Hasslocher Straße 2 aus.

## Erfolge
- Meister der B-Klasse 1920 und 1926
- Meister der A-Klasse/Nordrheingau 1921
- Meister der A-Klasse 1930 und 1972
- Meister der Bezirksoberliga Darmstadt 1993
- Meister der Landesliga Süd Hessen 1996
- Meister der C-Klasse 2013

## Bekannte Spieler
- Alexander Conrad (früher u. a.  Eintracht Frankfurt, Borussia Dortmund)
- Oualid Mokhtari (später u. a. Kickers Offenbach, FSV Frankfurt)
- Youssef Mokhtari (später u. a. 1. FC Köln,  MSV Duisburg)
- Oliver Posniak (später u. a. FSV Frankfurt, SV Darmstadt 98)
- Cenk Tosun (später u. a. Eintracht Frankfurt, Beşiktaş Istanbul)
- Kosta Runjaic (später Spieler beim FSV Frankfurt sowie Trainer bei SV Darmstadt 98 und MSV Duisburg)
- Bernd Rupp (zuvor u. a. bei Borussia Mönchengladbach, Werder Bremen, 1. FC Köln)
- Guido Schäfer (zuvor u. a. FSV Mainz 05 und SV Wehen)

## Trainer zwischen 1988 und 1998
- Heinz Bewersdorf (1988–1989)
- Herbert Beisenkötter u. Heinz Lämmersdorf (1989–1992)
- Hartmut Freudenberg (1992–1995 u. 1997–1998)
- Herbert Dörenberg (1995)
- Jochen Rebsch (1996)
- Heinz Wulf (1996–1997)